# 디마크로돈

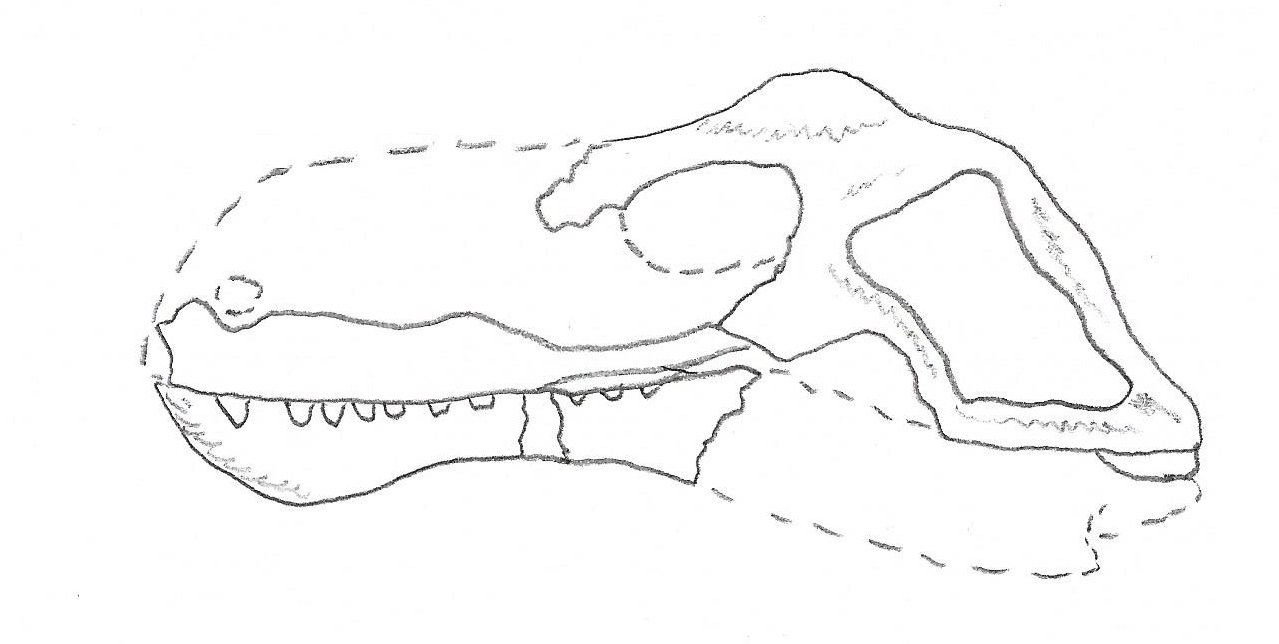

디마크로돈(학명:Dimacrodon hottoni)는 도마뱀목 바라놉스과에 속하는 도마뱀이다. 지금은 멸종된 도마뱀으로서 전체적인 몸길이가 4~6m인 거대한 도마뱀에 속한다.

## 특징
디마크로돈은 멸종된 비-마말리아 시냅시드의 속으로서 미국 텍사스주의 초기 페름기 산엔젤로 층에서 최초로 발견되었다. 이빨이 없고 부리가 있을 수 있는 턱 끝, 큰 아랫 송곳니 그리고 머리 꼭대기에 있는 얇은 뼈로 된 볏으로 구별된다. 이전에는 디시노돈트와 관련된 아노모돈트 테랍시드로 생각되었지만 나중에 아노모돈트나 심지어 테랍시드의 어떤 진단적 특징도 없는 것으로 밝혀졌고 대신 정확한 분류가 불확실한 '펠리코사우루스'급 시냅시드로 보인다. 아래턱과 두개골의 불완전한 부분만을 구성하지만 디마크로돈 히토니의 세 가지 표본이 알려져 있다.완모식표본은 이빨이 있는 하나의 부분 하악골로 구성되어 있다. 턱은 비정상적으로 넓고 깊은 하악골 결합으로 긴 반면애 턱 라미는 가늘다.(아래 D. sp.에서 나온 추가 재료는 턱의 뒷부분도 더 깊었다는 것을 암시한다.)특이하게도 턱의 앞부분은 이빨이 없고 뼈의 질감이 거칠어서 아마 디시노돈트와 같이 부리를 지탱하고 있을 것이고 개기 전의 이빨은 없다.이빨이 없는 지역 뒤에는 커다란 송곳니 모양의 한 쌍이 있는 반면에 그 뒤의 이빨은 전형적인 '펠리코사우루스' 이빨과는 달리 훨씬 작고 크기가 균일하며 테랍시드의 이빨과 같은 코돈트이다. 디마크로돈 sp.에 언급된 추가 표본에는 두개골 뒤쪽과 위턱 가장자리로부터 더 광범위하지만 아직 불완전한 소재가 모두 포함되어 있다. 두개골의 뒷면은 깊고 넓으며 대략 사다리꼴 모양이고 두개골의 지붕에서 아래로 기울어져 있는 큰 측두엽 회음부가 있다. 눈과 측두골 사이의 두개골 중앙에는 작고 얇은 두정골이 있다. 전악골에 대해 알려진 것은 그것이 부리처럼 아래턱에 마주보는 넓고 평평한 판을 가지고 있었고 마찬가지로 이빨도 없었다는 것을 암시한다. 두 개의 큰 "개미"가 포함된 턱 조각도 이 표본에서 알 수 있지만 아래턱에서 온 것인지 위턱에서 온 것인지 알 수 없다. 이 두개골은 디마크로돈의 가장 큰 표본으로 알려져 있으며 올슨(1962년)에 의해 복원되었을 때 길이가 약 50cm(20인치)로 추정되었다. 분류학적으로 볼때 디마크로돈에 대해 올슨과 비어바워는 1953년에 디마크로돈을 수궁류(테랍시드:Therapsida)에 잠정적으로 할당했다.(산안젤로 층의 다른 특이한 시냅시드(단궁류)와 함께 말이다.) 그 이유는 디마크로돈의 치아가 테라피드와 비슷하고 다양한 테라피드와 전반적으로 유사하기 때문이다.턱의 구조는 디시노돈트와 비슷한 이빨이 없는 부리 모양의 턱 끝인 티타노폰투스와 비슷했고 그들은 또한 고르곤옵시안과 일반적인 유사성도 지적했다. 그러나 이들 그룹 중 어느 그룹에도 속할 수 없었기 때문에 테랍시드일 가능성이 있는 것 이외에는 분류하지 않았다. 그들은 그것이 더 잘 알려진 러시아와 남아프리카의 테랍시드로부터 독립적으로 테랍시드 "조직 수준"에 도달한 시냅시드를 나타내며 이는 당시 사용된 사전 복장 분류 방법을 반영한다고 제안했다. 나중에 올슨은 1962년에 이것을 아노모돈티아, 특히 하목인 베뉴코비오아목에 할당하고 독자적인 단성 과인 디마크로돈아과를 설립하면서 보다 명확한 분류를 제공했다. 올슨은 또한 1962년에 두 개의 개 모양의 치아가 있을 수 있고 포스트캐닌 치아의 간격과 모양, 그리고 전체적인 크기 차이를 바탕으로 가능한 두 번째 종을 디마크로돈. sp.라고 추가 표본을 기술했다. 디마크로돈 히토니는 각 턱에 하나의 낮은 "개니" 이빨만 있는 것으로 특징지어졌지만, 상위 "개니"의 수는 알려지지 않았다. 비록 디마크로돈 히토니가 두 개의 위쪽 "개미"를 가졌을 가능성이 있고 턱 조각이 디마크로돈 히토니의 위턱에서 나온 것일 수 있지만 두 개의 아래쪽 "개미"는 디마크로돈 sp.와 디마크로돈 히토니를 구별할 수 있었다. 디마크로돈 sp.가 정말로 다른 종을 나타내는 것인지 아니면 단순히 디마크로돈 히토니의 큰 표본인지는 불분명하다. 디마크로돈은 주로 디시노돈트의 부리와 흡사한 넓고 이빨이 없는 하악골 결합 때문에 실수로 아노모돈증에 할당되었다. 올슨은 또한 깊은 턱 끝과 볼 이빨이 러시아 아노모돈트 벤주코비아의 것과 비슷하다고 해석했고 디마크로돈과 달리 벤유코비아이드는 앞니를 가지고 있지만 그들을 베뉴코비아아목(Venyukoviidea)에 함께 묶게 했다. 1988년에 로베르트 L. 카로릴에 의해 타피노케팔리아속의 두두증으로 잠시 여겨지기도 했지만 이것은 결코 자세히 설명되지 않았다. 1995년에 사이드와 홉슨은 산안젤로 수궁류를 다시 방문했고 그들 모두가 '펠리코사우루스' 물질에 근거하고 있을 가능성이 높으며 디마크로돈을 포함한 어떤 것도 수궁류가 아니라고 보고했다. 이 재식별은 그 이후로 받아들여지고 따라왔다. 하지만 분화된 치아와 큰 측두엽 회향과 같은 두개골의 특징은 테랍시드와 비슷하다고 묘사되었다. 그 이후로 디마크로돈에 대한 더 이상의 연구는 수행되지 않았으며 초기 유래의 테라피드들 사이에서 디마크로돈의 진짜 계통학적 관계가 무엇인지 여전히 불분명하다. 산안젤로층 상부에서 디마크로돈은 풍부한 거대 초식성 카제이드 코티로린쿠스, 캡토리니드 로시아니스쿠스, 그리고 이와 유사한 수수께끼의 시냅스류 타페노사우루스와 함께 공존하며 발견되었다. 산안젤로 결합부(포메이션:Formation)의 상부는 많은 수로들에 의해 절단되고 홍수가 일어나는 해안 근처의 육상 환경으로 해석되어 왔으며 이 기간 동안 디마크로돈의 뼈가 퇴적되었을 가능성이 있다. 올슨과 비어바워는 디마크로돈을 육식동물이라고 여겼지만 부리처럼 생긴 턱은 초식성 디시노돈트와 더 비슷하다고 알려져 있었다. 이를 토대로 디마크로돈은 먹이로는 식물의 잎, 열매, 씨앗과 같은 초식성의 먹이를 주로 섭이했을 초식성의 도마뱀으로 추정한다.

## 생존시기와 서식지와 화석의 발견
디마크로돈이 생존했었던 시기는 고생대의 페름기로서 지금으로부터 2억 9000만년전~2억 4500만년전에 생존했었던 종이다. 생존했었던 시기에는 북아메리카를 중심으로 하여서 당시에 존재했었던 초원, 산림 등에서 주로 서식했었던 도마뱀이다. 화석의 발견은 1953년에 미국 텍사스주의 페름기에 형성된 지층에서 미국의 고생물학자인 올슨과 비어바워에 의하여 처음으호 화석이 발견되어 새롭게 명명된 종이다.

## 같이 보기
- 파충류
- 고생대
- 페름기
- 도마뱀
- 화석